# 川黔線
川黔線（せんけん-せん）は中華人民共和国の重慶市と貴州省貴陽市を連絡する中国国鉄の鉄道路線。中国西南部の交通で骨格となる重要な路線である。

## 概要
重慶市渝中区の重慶駅から小南海駅までは成渝線と共用である。重慶の白沙沱長江大橋により長江を跨ぎ、綦江を経て貴州省に入り、桐梓、遵義、息烽、修文を経由して貴陽市の貴陽駅に至る全長423.6kmの路線で、そのうち貴州省内は292.8kmである。全線が成都局管轄で、電化単線である。沿線の地質情況は複雑であり、101本のトンネル（総延長29352m）と14本の覆道（総延長5642m）と長短併せて125本の橋梁（総延長10.1km）を有する。全線に占めるトンネルと橋梁を併せた割合は一割である。重慶が直轄市になった後、市民及びマスコミは渝黔線と習慣的に呼び改めた。但し鉄道部は改名せず川黔線と呼称している。平行する高速鉄道路線の渝貴線が2018年に開通したことに伴い、渝黔線老線（旧線）とも呼ばれる。

## 歴史
- 1956年4月：着工[7]。
- 1965年7月8日：全線開通[2]。
- 1965年10月1日：営業開始[3]。
- 1988年11月20日：趕水～南宮山間の電化工事着工[6]。
- 1989年10月：珞璜～趕水間の電化工事着工[6]。
- 1990年3月1日：南宮山～貴陽間の電化工事着工[6]。
- 1990年12月16日：趕水～南宮山間の電化完了[6]。
- 1991年10月8日：南宮山～貴陽間の電化完了[6]。
- 1991年12月28日：珞璜～趕水間の電化完了に伴い全線の電化が完成[6]。
- 2009年12月12日：45日間にわたる輸送量増強のための設備工事着工[8]。

## 駅一覧
重慶 - 黄沙渓 - 重慶南 - 洛中子 - 大渡口 - 茄子渓 - 伏牛渓 - 小南海 - 珞璜 - 小南埡 - 七龍星 - 民福寺 - 夏垻 - 広興 - 綦江北 - 綦江  - 転関口 - 三江 - 東昇垻  - 両河口 - 鎮紫街 - 趕水北 - 趕水  - 岔灘 - 石門坎 - 木竹河 - 松坎 - 三元垻 - 蒙渡 - 太白 - 九竜塘 - 大河垻 - 新場 - 涼風埡  - 元田垻 - 桐梓 - 紅花園 - 婁山関 - 匯塘河 - 松垻 - 李家湾 - 高炉子 - 遵義北 - 遵義 - 遵義南 - 南宮山 - 南白鎮 - 閣老垻 - 艾田 - 烏江 - 董家坪 - 養竜司 - 小寨垻 - 盤脚営 - 息烽 - 陽朗 - 新蘿村 - 久長 - 扎佐 - 大関沖 - 蓬莱 - 都拉営 - 大寨 - 貴陽北 - 貴陽

## 接続路線
- 重慶駅：襄渝線
- 小南海駅：成渝線、小梨支線
- 三江駅：三万線
- 小寨垻駅：開陽線
- 貴陽駅：滬昆線（元湘黔線、貴昆線）、黔桂線